# CFR Timișoara
CFR Timișoara ist ein rumänischer Fußballverein aus Timișoara, der seit 2011 in der vierten rumänischen Liga, der Liga IV, spielt. Er spielte insgesamt elf Jahre in der höchsten rumänischen Fußballliga, der Divizia A. Seine erfolgreichste Zeit hatte er Ende der 1940er-Jahre, als er die Vizemeisterschaft erringen und ins rumänische Pokalfinale einziehen konnte.

## Geschichte

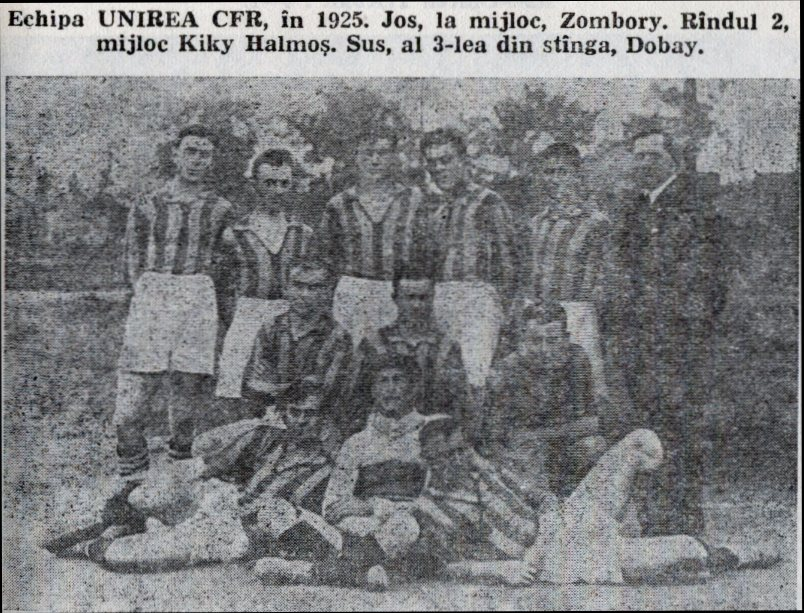
Unirea CFR 1925

Die Geschichte von CFR Timișoara beginnt bereits im Jahr 1919, als der Verein Sparta CFR Timișoara von Eisenbahnern der Căile Ferate Române gegründet wurde. Nach einem Zusammenschluss mit dem Lokalrivalen Unirea Timișoara im Jahr 1926 spielte er als Sparta Unirea CFR Timișoara weiter, schloss sich aber schon 1927 dem Lokalrivalen Banatul Timișoara an.
Etwa fünf Jahre später wurde der heutige Verein CFR Timișoara gegründet. Vor dem Zweiten Weltkrieg nahm CFR nicht durchgängig an den überregionalen Meisterschaften teil, da in diesem Zeitraum die dritthöchste Spielklasse, die Divizia C, nur sporadisch ausgetragen wurde. Als CFR im Jahr 1937 zu ihren Gründungsmitgliedern zählt, gelang es nicht, in die Divizia B aufzusteigen. Erst im Jahr 1940 erlangte der Verein die erforderliche Qualifikation. Bedingt durch den Ausbruch des Krieges und der Unmöglichkeit, einen geregelten Meisterschaftsbetrieb aufrechtzuerhalten, blieb CFR der Aufstieg in die höchste Spielklasse, die Divizia A, zunächst verwehrt, obwohl sich der Klub stets im Vorderfeld platzieren konnte.
Nach Kriegsende wurde der Klub bei der Wiederaufnahme des Spielbetriebs in die Divizia A eingeordnet, obwohl die notwendige Qualifikation vor der Unterbrechung nicht erlangt werden konnte. CFR erlebte in den folgenden Jahren die erfolgreichste Zeit seiner Geschichte. Dem dritten Platz in der Saison 1946/47 ließ der Verein mit der Vizemeisterschaft 1947/48 seine beste Platzierung folge. Im selben Jahr zog CFR ins Pokalfinale ein, musste sich dort aber wie auch in der Liga ITA Arad geschlagen geben.
Am 17. Oktober 1949 wurde das Stadionul CFR, welches anstelle der Banatul-Stadions errichtet worden war, mit einem Spiel von CFR gegen MATEOSz Munkás SE Budapest (Ergebnis: 0:2) eingeweiht.
Im Jahr 1950 änderte der Verein, der der rumänischen Eisenbahngesellschaft Căile Ferate Române (CFR) unterstand, in Locomotiva Timișoara. In den Folgejahren erreichte er zwar noch zwei vierte Plätze, der ganz große Erfolg gelang jedoch nicht. Nach dem Abstieg 1956 kehrte Locomotiva zu seinem alten Namen CFR Timișoara zurück, versuchte aber in der Divizia B vergeblich den Wiederaufstieg. 
Im Jahr 1965 musste CFR kurzzeitig in die Divizia C absteigen, schaffte aber schon im Jahr darauf die Rückkehr. Vier Jahre später gelang es dem Verein zum bislang letzten Mal, in die Divizia A zurückzukehren. Schon ein Jahr später musste CFR die Liga wieder verlassen. Die folgenden 20 Jahre gehörte der Klub fast ununterbrochen der Divizia B an. Den Abstieg 1979 und 1986 folgte jeweils der Wiederaufstieg in den Jahren 1980 und 1988.
Zu Beginn der 1990er-Jahre klopfte CFR letztmals an die Tür zur Divizia A. Letztlich reichte es nur zum zweiten Platz. Die folgenden Jahre spielte CFR recht schwankend und stieg 1997 erneut in die Divizia C ab. Dieses Mal folgte nicht die prompte Rückkehr, sondern im Jahr 2000 ein weiterer Abstieg in die regionale Divizia D des Kreises Timiș. Im Jahr 2003 kehrte CFR auf die überregionale Ebene zurück. Schon zwei Jahre später folgte die Rückkehr in die Divizia B unter Trainer Andrei Călin Zanc. In der Hinrunde der Saison 2005/06 übernahm Stelian Gherman das Traineramt und führte die Mannschaft zur Winterpause bis auf den vierten Tabellenplatz, bevor er die Mannschaft in Richtung des Drittligisten FCU Politehnica Timișoara II verließ. Bis zum Sommer 2006 war CFR zeitweise die Satellitenmannschaft von FCU Politehnica Timișoara. Drei Wochen nachdem er bei Politehnica als Chefcoach gekündigt hatte, wurde Alin Artimon am 27. März 2007 neuer Trainer des Teams. Dieser konnte den Abstieg in die Drittklassigkeit knapp verhindern und trat nach erneut schwachen Ergebnissen in der Folgesaison am 31. Oktober 2007 zurück. Sein Nachfolger wurde der ehemalige Spieler Gheorghe Chimiuc, der die Mannschaft in der Vergangenheit schon zweimal betreut hatte. Die Saison 2007/08 wurde erneut mit einer Platzierung im unteren Tabellendrittel beendet, woraufhin Präsident Alexandru Silvășan am 23. Mai 2008 entlassen und auch die Zusammenarbeit mit Chimiuc beendet wurde.
Im Juli 2008 unterschrieb Octavian Grigore einen Trainervertrag bei CFR, bei dem der Geschäftsmann Iulian Capeti als neuer Mäzen eingestiegen war, nachdem sich dessen Pläne, einen Zweitligaverein in Făgăraș aufzubauen, nicht umsetzen ließen. Als Grigore mit seinen Spielern aus dem Trainingslager aus Österreich zurückkehrte, wurde sein Vertrag Anfang August 2008 wieder aufgelöst, da Capeti den Verein inzwischen verlassen hatte und der neue Mäzen Georgică Cornu den bisherigen Co-Trainer Florin Bugar als neuen Chefcoach bevorzugte. Nach der 1:6-Heimniederlage gegen CSM Râmnicu Vâlcea wurde Bugar am 3. November 2008 entlassen und durch Dan Potocianu ersetzt. Doch bereits am 14. Januar 2009 kehrte Florin Bugar als Trainer zurück, konnte den sportlichen Abstieg in Liga III jedoch nicht verhindern. Daraufhin verließen zahlreiche Spieler den Verein und mangels Kapitals für Neuverpflichtungen bestand das Aufgebot für die neue Saison somit vor allem aus Junioren. Am 17. August 2009 gab der rumänische Fußballverband bekannt, dass CFR in der Liga II bleiben dürfe, weil sich CF Liberty Oradea zurückgezogen habe und ACU Arad wegen eines Bestechungsskandals in die Liga III zwangsabsteigen müsse. Mit der jungen Mannschaft konnte Trainer Bugar allerdings nicht in der zweiten Liga mithalten und kassierte acht Niederlagen in den ersten acht Meisterschaftsspielen bei einem Torverhältnis von 1:30. Am 22. September 2009 wurde bekannt, dass der Verein zwei seiner ehemaligen Spieler noch insgesamt 7.300 Euro schuldete, für die er mangels Sponsors genauso wenig aufkommen konnte wie für die Gehaltszahlungen der aktuellen Mannschaft und die fälligen Schiedsrichtergebühren. Hinzu kamen noch Steuerschulden, die aus der Zeit des am 23. Mai 2008 entlassenen Präsidenten Alexandru Silvășan stammten. Der rumänische Fußballverband sagte daraufhin das Heimspiel von CFR gegen CS Otopeni, dessen Austragung im Rahmen des 9. Spieltags für den 10. Oktober 2009 vorgesehen war, ab. CFR legte Einspruch ein und erhielt einen Zahlungsaufschub bis zum 20. Oktober 2009, so dass das Auswärtsspiel bei Minerul Lupeni am 17. Oktober 2009 bestritten und dort das erste Unentschieden der Saison erzielt werden konnte. Dies war jedoch das letzte Spiel von CFR in der Liga II. Wegen der offenen Zahlungen wurde den „Leoparden von der Gara Mare“ das Antrittsrecht bei den Spielen gegen Gaz Metan CFR Craiova und FC Bihor Oradea verweigert und der Verein schließlich am 4. November 2009 offiziell vom Spielbetrieb ausgeschlossen. Im weiteren Verlauf der Saison bestritt CFR ausschließlich Freundschaftsspiele und traf dabei zum Teil auf jene Mannschaften, gegen die ursprünglich Zweitligatermine angesetzt worden waren. Eine weitere Hürde bei der Suche nach einem geeigneten Investor stellte über mehrere Jahre hinweg die unklare Stadionsituation dar. Im Februar 2010 wurde gerichtlich entschieden, dass der Kaufvertrag des Geschäftsmanns Dorel Gheorghiu von 1998 ungültig sei und das Stadiongelände nach wie vor der Eisenbahngesellschaft gehöre. Im Juni 2010 verließ Trainer Florin Bugar den Verein, um am 17. Juni 2010 bei Fortuna Covaci die Nachfolge des entlassenen Remus Steop anzutreten.
Um der Schuldenfalle zu entkommen, wurde am 7. Juli 2010 ein neuer Verein unter dem Namen Clubul Sportiv de Fotbal CFR 1933 Timișoara gegründet. Das Training des Teams übernahm der 24-jährige Stürmer Alin Molcuț. CFR zog seine Anmeldung für die Liga III zurück und durfte dank des Rückzugs von Viitorul Știuca in der fünftklassigen Categoria Onoare des Kreises Timiș antreten. Außerdem war im August 2010 Trainer Florin Bugar nach der Auflösung von Fortuna Covaci zu CFR zurückgekehrt. Am Ende der Saison 2010/11 stand der Aufstieg in die Liga IV des Kreises Timiș fest, in der CFR seither spielt.

## Erfolge
- Rumänische Vizemeisterschaft: 1948
- Rumänischer Pokalfinalist: 1948
- Aufstieg in der Divizia A: 1970

## Spieler
- Adalbert Kovács (1934–1940) Jugend,
- Iosif Ritter (1938, 1940, 1946–1955)
- Petre Bădeanțu (1943–1946) Jugend, (1946–1950) Spieler,
- Adalbert Androvits (1948, 1950–1960)

## Ehemalige Trainer
- Gheorghe Chimiuc (1994 bis 1997, 1998 bis 2000, 31. Oktober 2007 bis Mai 2008)
- Călin Zanc (bis 2005)
- Stelian Gherman (Herbst 2005 bis 2006)
- Ioan Sdrobiș (2006)
- Alin Artimon (27. März 2007 bis 31. Oktober 2007)
- Octavian Grigore (Juli 2008 bis August 2008)
- Florin Bugar (August 2008 bis 3. November 2008, 14. Januar 2009 bis Juni 2010, seit August 2010)
- Dan Potocianu (November 2008 bis 14. Januar 2009)
- Alin Molcuț (Juli 2010 bis August 2010)